# Guglielmo Cavalcabò

Stemma dei Cavalcabò.

Guglielmo Cavalcabò (Cremona, 1390 circa – Brescia, 28 febbraio 1441) è stato un condottiero italiano.

## Biografia
Al principio del 1425 si pose al servizio di Filippo Maria Visconti, duca di Milano. Prese parte all'assedio di Brescia (17 marzo 1426) difeso dallo Sforza a assalito dal Carmagnola. Durante una sua malattia gli fu pagato un assegno vitalizio dal Visconti. Quando fu conclusa la pace tra Milano da una parte e i collegati dei fiorentini dall'altra, il Cavalcabò fu libero. Si offerse con una compagnia di cinquanta cavalieri a Venezia. Fu tra coloro che non approvarono la tattica temporeggiatrice del Carmagnola nella rotta sul Po, del 23 giugno 1431.
Si distinse nella presa della porta della Rocca di San Luca, a Cremona, che fu a quanto pare l'impresa maggiore della sua vita di venturiero, e Venezia lo compensò dandogli un possesso in Casteldidone, nel 1434. L'anno dopo, in luogo di questo possesso, ricevette l'investitura di Seniga.
Nel 1438 difese Brescia contro Piccinino, ma in un fatto d'armi fu preso prigioniero.
Nel 1439, al servizio dello Sforza occupò la cittadella di Verona. Rimase mortalmente ferito all'assalto di Brescia il 24 febbraio del 1441 e spirò quattro giorni dopo.